# Durin Simbelang A
Durin Simbelang A is een bestuurslaag in het regentschap Deli Serdang van de provincie Noord-Sumatra, Indonesië. Durin Simbelang A telt 2484 inwoners (volkstelling 2010).